# 흑집사: 악마와의 계약
《흑집사: 악마와의 계약》(일본어: 黒執事)은 2014년 개봉한 일본의 시대극 액션 판타지 영화로, 만화 《흑집사》의 실사화 작품이다. 감독은 오타니 겐타로와 사토 게이이치가 맡았고, 미즈시마 히로가 세바스찬 미카엘리스 역, 고리키 아야메가 시엘 역을 맡았다.

## 줄거리
어느 평행세계의 2020년. 세계는 동쪽 나라와 서쪽 나라로 나뉘어 있고, 서쪽 나라의 지배자인 여왕은 '여왕의 번견(女王の番犬)'을 두어 전세계를 감시하고 있다. 서쪽 대사관 직원들이 몸에서 피를 흘리며 미라가 되어 죽는, 일명 '악마의 저주' 연쇄살인사건이 발생하자, 여왕의 번견 중 한 사람인 겐포가의 키요하루 백작은 대사관의 의뢰를 받아 사건 해결에 나선다. 키요하루의 본명은 시오리로, 과거 부모님이 살해당한 뒤 악마 세바스찬에게 영혼을 팔고 그를 집사로 부리며 부모님 살해의 배후를 쫓고 있다. 겐포 대저택에서 메이드 린, 집사장 타나카와 함께 지내며 가업인 펀톰(Funtom) 장난감 회사의 경영은 공동경영자인 이모 하나에에게 맡기고 있다.
키요하루는 사건 피해자와 만났던 아오키라는 소녀 인신매매 조직의 수장을 뒤쫓았고, 세바스찬의 도움을 받아 조직을 격파했지만 아오키는 정보를 주지 않았다. 다음날 저택에 찾아온 여왕의 비서 사토는 새로운 피해자인 캠벨 대사에 관해 말해준다. 캠벨 대사는 차 안에서 궐련을 피운 직후 미라화되어 죽었다. 키요하루는 경찰측의 수사 자료를 입수하고 대사의 시신을 운반하는 장의사에게 뇌물을 주어 시신을 조사한다. 대사는 죽기 전 엡실론 제약회사 사장 쿠조 신페이가 주최하는 어느 파티에 갔다는 것이 밝혀진다. 키요하루는 하나에의 인맥을 빌려 파티 초대권을 얻는다.
파티는 사회 고위층이 다수 참석하는 방탕한 마약 파티였다. 쿠조 사장은 '네크로시스'라는 새로운 마약을 발표한다. 키요하루는 쿠조 사장을 암행했다가 메이드인 린과 같이 붙잡혀 정신을 잃고 결박된다. 정신을 차려 보니, 쿠조 사장은 무기 밀매 조직의 수장 시노자키로 보이는 자와 함께 네크로시스를 흡입하는 참석자를 바라보고 있었다. 파티 참석자들은 처음에는 황홀경에 빠졌다가 곧 몸 구멍에서 피를 흘리며 고통스러워 했고 해독약을 손에 넣으려고 서로 싸우다가 미라가 되어 죽었다. 쿠조 사장은 네크로시스와 해독제를 동시에 팔아 이득을 얻으려 했던 것인데, 그 자리에서 시노자키의 총을 맞고 사망한다. 시노자키는 키요하루를 죽이지 않고 떠난다. 같은 시각, 세바스찬 또한 어느 연구실에서 네크로시스를 발견하지만 시설은 곧 폭파되고 만다.
다음날 키요하루는 시노자키가 네크로시스를 이용해 테러를 벌이려는 것으로 추측하고 시노자키의 회사에 린과 함께 찾아간다(세바스찬은 여왕의 번견을 의심하는 경찰국에 체포되어 동행할 수 없었다). 그런데 회사는 텅 비어 있었고 시노자키는 다른 직원들과 함께 희생되어 있었다. 키요하루는 린과 함께 발각되어 전처럼 붙잡히는 듯했으나, 린이 가문의 수호자로서 본 모습을 드러내어 키요하루를 도망치게 해준다. 키요하루는 경찰국에서 탈출한 세바스찬과 만나고, 린을 구하도록 한다. 그날 저녁 대규모 제령 미사가 진행될 예정이었으므로, 키요하루는 미사장에서 테러가 벌어질 것이라 예측하고 하나에와 비서 아카시의 차를 타고 미사장으로 향한다.
그런데 하나에는 키요하루를 다른 곳으로 데려간다. 곧 사건의 배후는 하나에였던 것이 밝혀지며, 파티장에서 쿠조 사장을 죽인 것도 그녀였다. 하나에는 과거 겐포가의 신부가 될 예정이었으나, 불의의 사건으로 아이를 유산한 뒤 신부 자리를 언니인 키요하루의 어머니에게 빼았긴 뒤로 복수심을 키워왔다. 그녀는 불로불사가 되어 약을 먹고 젊음을 유지하며 겐포가를 장악할 계획을 꾸며오다가 이 사건에 이른 것이었다. 하나에는 아카시에게 네크로시스를 미사장에 네크로시스를 확산시킬 시한폭탄을 장착한다. 키요하루는 그녀의 총 앞에 놓이지만, 세바스찬이 곧 나타나 총알을 막는다. 약물로 강화된 초인 아카시가 세바스찬을 공격하고, 세바스찬은 처음에는 고전하지만 결국 아카시를 제압한다. 하나에가 키요하루를 인질로 세바스찬을 물러나게 하지만, 키요하루는 미리 빼앗은 네크로시스를 하나에와 흡입한다. 세바스찬이 아카시를 죽이고, 궁지에 몰린 하나에에게 키요하루는 세바스찬이 준 해독약 두 알을 내민다. 하나에는 참회하는 척하면서 두 알을 모두 빼앗아 먹고, 키요하루의 부모님 암살을 주선한 것은 자기라고 밝힌다. 그런데 그녀가 먹은 것은 해독약이 아니라 또 다른 네크로시스였고, 그녀는 자신 뒤의 진짜 배후를 암시하며 미라가 되어 죽는다.
하나에는 죽었지만 시한폭탄이 남는다. 키요하루는 중독된 몸을 이끌고 건물 옥상으로 올라가 폭탄을 제거한다. 세바스찬은 다른 사람을 구하고 자살하려는 키요하루를 포기하려고 하지만, 키요하루에게 감화된 그는 결국 해독약을 입으로 쪼개어 키요하루에게 삼키게 한다. 사건이 일단락된 후, 네크로시스가 악마의 저주 사건의 진상임을 밝히는 편지를 받은 경찰국은 편지를 봉한다. 키요하루는 세바스찬에게 악마와 다름 없는 인간에게 실망했음을 말하고 세바스찬은 그녀를 목숨이 다할 때까지 지키겠다고 맹세한다.

## 출연진
- 미즈시마 히로 - 세바스찬 미카엘리스
- 고리키 아야메/카이 에미리(아역) - 키요하루 / 시오리
- 유카 - 와카츠키 하나에
- 야마모토 미즈키 - 린
- 마루야마 토모미 - 아카시
- 이부 마사토 - 쿠조 신페이
- 오노 타쿠로 - 타카키 마츠미야
- 시로타 유 - 찰스 베넷 사토
- 쿠리하라 루이 - 장의사 제이
- 시가키 타로 - 타나카
- 하시모토 사토시 - 아오키 무네미츠
- 미야카와 이치로타 - 시노자키 요조
- 카이토 켄 - 겐포 아리히토
- 호란 치아키 - 겐포 에리카
- 야스다 켄 - 토키사와 이치조
- 키시타니 고로 - 네코마 사네아츠

## 제작
촬영은 2013년 4월 1일부터 5월 14일까지, 규슈 지역을 중심으로 로케이션 촬영으로 이루어졌다. 저택 장면은 사가현 아리타시의 테마파크 '아리타 포셀린파크'에서 찍었고, 이외에 기타큐슈시, 야마구치현 등지에서 촬영하였다.